# Сен Готард (масив)
Сен Готард (на немски Gotthardmassiv) е название на централната част от Лепонтинските Алпи. Известна е още с името Ротондо - по най-високият връх - Пицо Ротондо (3192 м). Не всички източници виждат в нея единен масив, тъй като посредата през широка седловина минава известният проход Сен Готард и я разделя на две. Масивът се разполага в Швейцария, на главния европейски вододел и на територията на четири кантона - Тичино на юг, Вале, Ури и Граубюнден на север. От него извират големите реки Рейн (по-точно най-големият му начален приток Преден Рейн), Тичино - приток на По и Ройс, приток на Аар.
На запад масивът Сен Готард е отделен от масива Леоне от прохода Нюфенен, докато на изток границата с масива Адула минава през прохода Лукманиер. Той е със стратегическо местоположение, тъй като на север се свързва с другите дялове на Алпите - с Урийските Алпи през прохода Фурка и с Гларнските Алпи през Обералп. В действителност се оформят две основни възвишения на тази част на планината: от запад Пицо Ротондо и Пицо Галина (3061 м), от изток Пицо Сентрале (2999 м), Пиц Блас (3019 м) и Пиц Ганареч (3040 м). В източната част от главното било се отделя голям южен хребет, който разделя долините на Тичино и неговия приток Брено.
Под масива са прокарани важни комуникационни връзки - железопътен тунел през 1882 г., автомобилен тунел (част от магистралата Сен Готард между Милано и Цюрих), както и Готардският базисен тунел - най-дългият железопътен тунел в света (57 км), който минава на 2300 м. под земята приблизително под Пицо Луцендро.
През 2012 г. от хоспис Сен Готард на брега на езерото Лаго дела Пиаца е изградена 85-километрова екопътека, която обикаля целия масив и минава през изворите на Рона, Рейн, Ройс и Тичино. Тя се извървява за три или четири дни.